# Kirche von Hejdeby

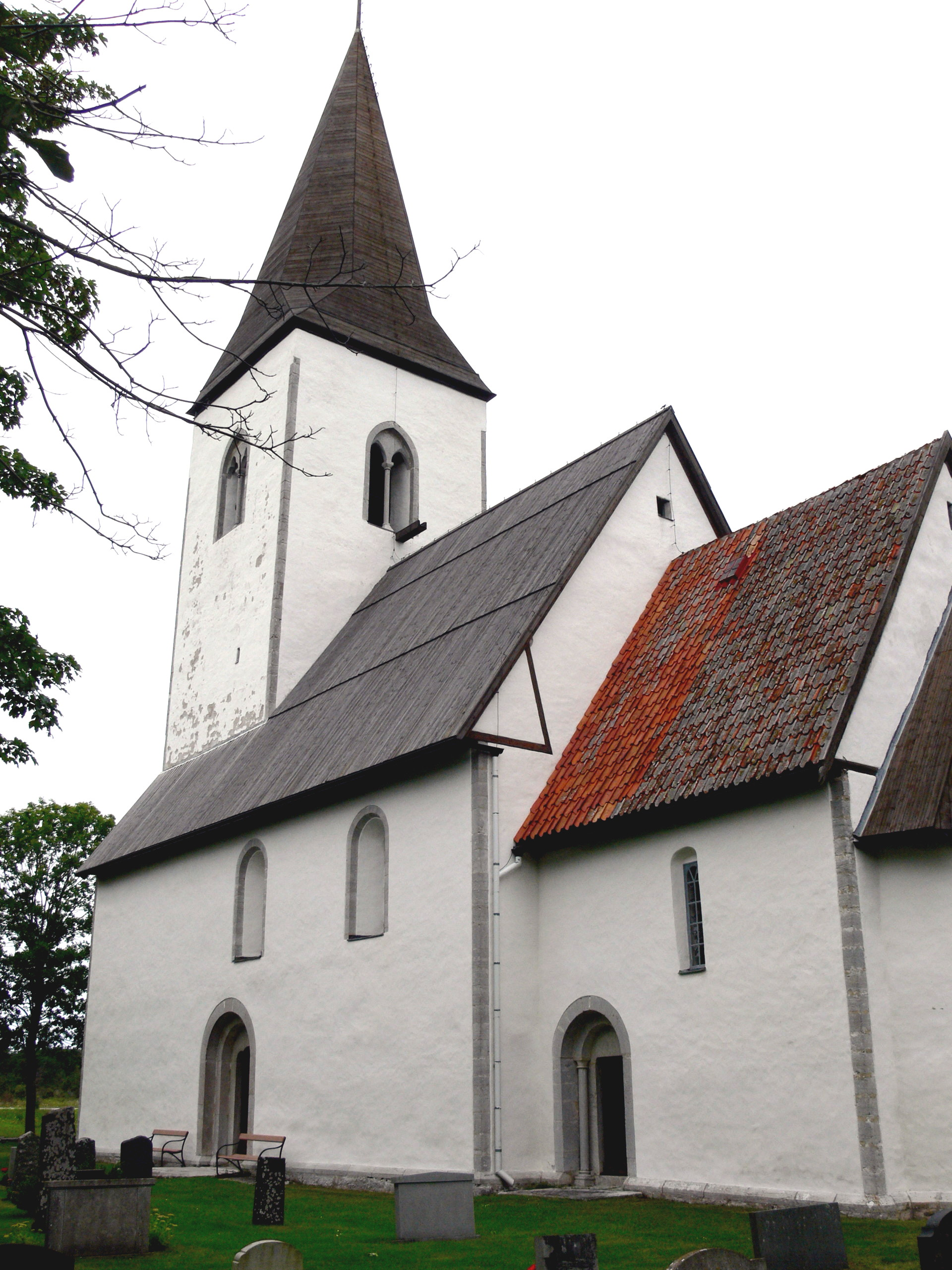
Kirche von Hejdeby

Die Kirche von Hejdeby (schwedisch Hejdeby kyrka) ist eine Landkirche auf der schwedischen Insel Gotland. Sie ist Gemeindekirche der Kirchengemeinde (schwed. församling) Hejdeby und gehört zum Bistum Visby. Der Name des Kirchspiels ist erstmals im Jahre 1523 als Heydeby sogenn belegt und beinhaltet das gotländische Wort für Heide.

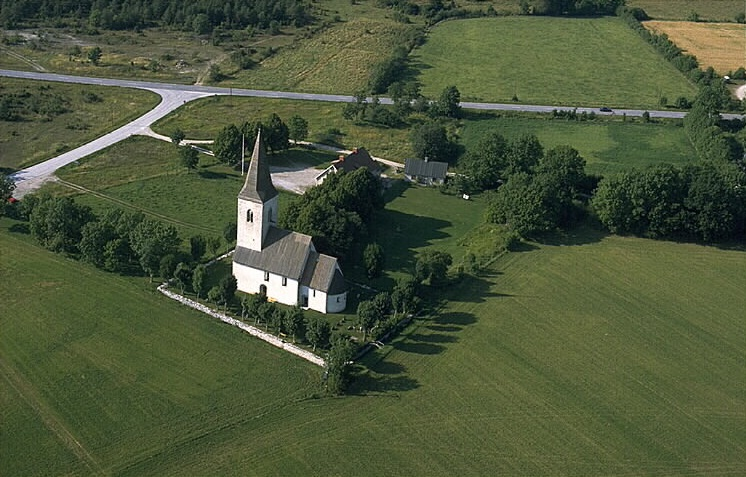
Kirche von Hejdeby

## Baugeschichte
Langhaus und Chor mit Apsis sind im romanischen Stil zu Beginn des 13. Jahrhunderts errichtet worden. Im Gegensatz zu vielen anderen gotländischen Kirchen hat hier die Ersetzung von Chor und Langhaus durch einen größeren Bau mit einem gerade abgeschlossenen Chor nicht stattgefunden.  Der gotische Turm wurde gegen Ende des 13. Jahrhunderts dem Komplex hinzugefügt.

## Wandmalereien

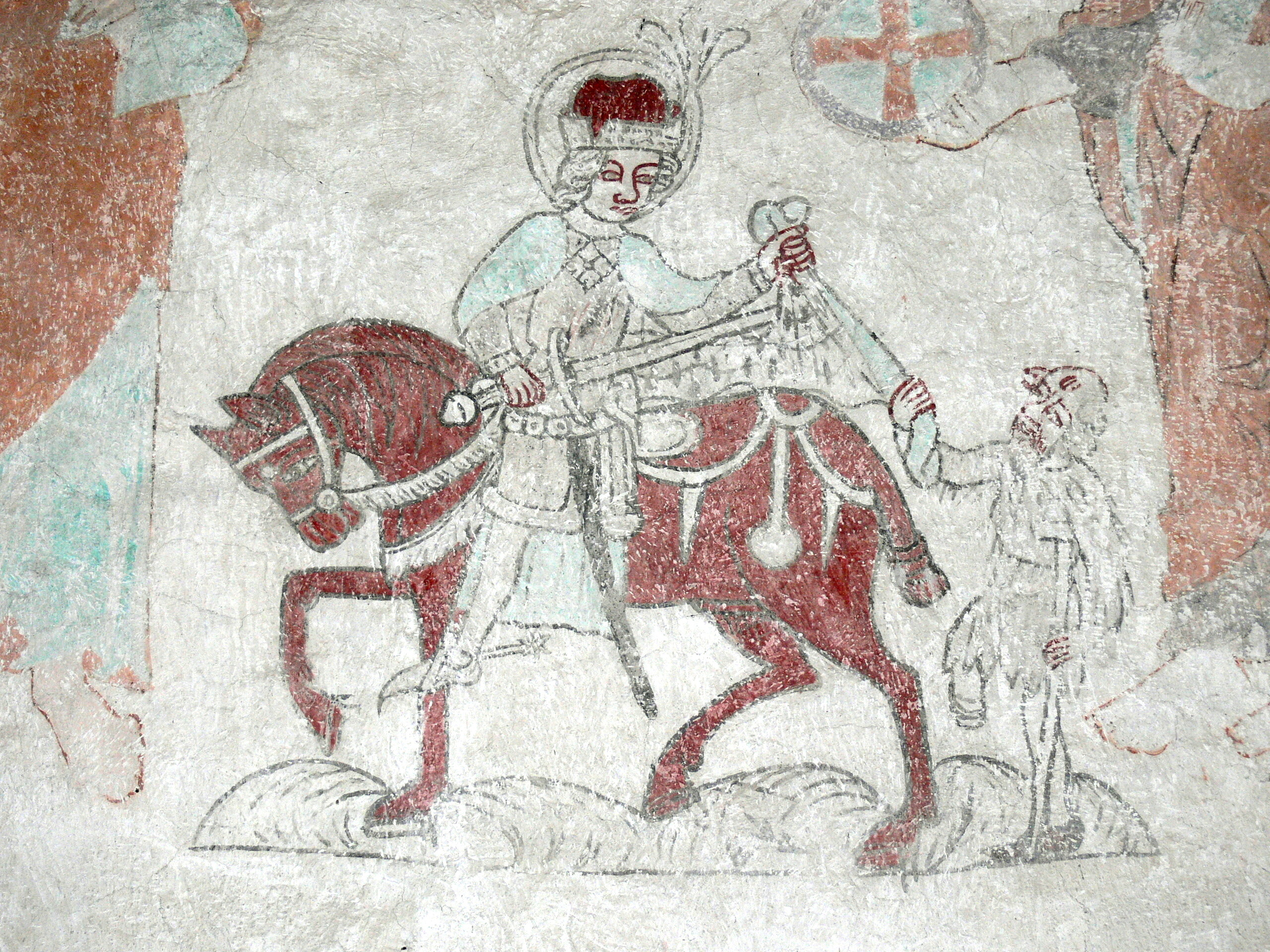
Gotische Wandmalereien in der Kirche von Hejdeby

In der Kirche von Hejdeby  sind eine Vielzahl an Wandmalereien erhalten geblieben. Ein Teil stammt aus dem 13. Jahrhundert und wurde erst in neuerer Zeit restauriert. Konsekrationskreuze unter den ältesten Malereien deuten darauf hin, dass diese zur Zeit der Weihe der Kirche entstanden. Im 15. Jahrhundert fügte der sogenannte Passionsmeister einige Motive hinzu, übermalte jedoch auch teilweise die älteren Malereien. Die Wandmalereien in der Kirche von Hejdeby sind eines der vielen Beispiele von mittelalterlicher Wandmalereien auf Gotland.

## Ausstattung
Im Chor  der Kirche von Hejdeby steht ein Taufstein mit Holzdeckel aus der Mitte des 13. Jahrhunderts. Das Triumphkreuz stammt aus dem gleichen Jahrhundert. Der Predigtstuhl, der 1793 bemalt wurde, wurde der Kirche 1766 vom Visbyer Bürgermeister Abraham Lange geschenkt.